# UD Boadilla Las Rozas
El UD Boadilla Las Rozas de Las Rozas de Madrid (Madrid) España. Fue un equipo de fútbol sala fundado en 2004 cuando el Atlético Boadilla y el Club Fútbol Sala Las Rozas se fusionan con la idea de un futuro mejor. El Atlético Boadilla había jugado 3 temporadas en división de honor. CFS Las Rozas fue un gran animador de la división de plata. Ya consumada la unión el club participó en División de Honor en la temporada 2004/2005 no pudiendo mantener la categoría y descendiendo a División de Plata. En 2008 no puede hacer frente a los pagos y desciende a Primera Nacional A, en 2016 el f.s Salamanca les ganó.
Un año después, en 2009 el UD Boadilla Las Rozas desapareció al fusionarse con el Sport Mirasierra y el FS Móstoles que también vivía sus horas bajas en Primera Nacional A, creándose así la UDRB Futsal Madrid.
Con esta nueva denominación y la fusión de éstos equipos ``la unión´´ se perfila como una de las mejores canteras de fútbol sala de España, ganando durante 10 temporadas consecutivas la Liga Madrileña tanto Juvenil, como sus categorías inferiores, así como también varios Campeonatos de España.
Jugadores como Sergio Lozano, Palomeque, Alex Fuentes (Rios Renovables), Adrian Ortego(FC Barcelona Alusport) y más salieron de las filas de este equipo.

## Trayectoria
| Temporada | División      | Posición | Copa de España |
| --------- | ------------- | -------- | -------------- |
| 2004/05   | D. Honor      | 15º      |                |
| 2005/06   | D. Plata      | 4º       |                |
| 2006/07   | D. Plata      | 6º       |                |
| 2007/08   | D. Plata      | 3º       |                |
| 2008/09   | 1ª Nacional A | 5º       |                |

- 1 seasons in División de Honor
- 3 seasons in División de Plata
- 1 seasons in 1ª Nacional A

- Datos: Q11704859